# دانشگاه پیتسبرگ
دانشگاه پیتسبرگ (به انگلیسی: University of Pittsburgh) یک دانشگاه تحقیقاتی دولتی در پیتسبرگ واقع در ایالت پنسیلوانیا آمریکا است که در سال ۱۷۸۷ میلادی بنیان‌نهاده شده‌است.  
این دانشگاه در سال ۲۰۱۸ برای دومین سال متوالی، در رتبه‌بندی وال استریت ژورنال/تایمز در فهرست بهترین دانشگاه های عمومی در ایالات متحده قرار گرفت. دانشگاه پیتسبرگ در آسمان‌خراش ۴۲ طبقه‌ای به‌نام The Catedral of Learning واقع شده است که به‌عنوان مرکز پردیس اصلی دانشگاه در محله اوکلند عمل می‌کند.  
دانشگاه پیتسبرگ در سال ۲۰۱۷ در میان دانشگاه‌های عمومی ایالات متحده از رتبه ۱۵ به رتبه ۱۳ و در سطح بین‌المللی براساس کیفیت تحصیلات، اشتغال فارغ‌التحصیلان، کیفیت دانشکده‌ها، اختراعات، استنادات علمی، تاثیر گسترده و نشریات از رتبه ۴۷ به رتبه ۴۳ صعود کرد.
مطابق با رتبه‌بندی دانشگاهی جهانی ۲۰۱۶ QS، پیتسبرگ دانشگاه برتر جهان در زمینه فلسفه است.
تامسون رویترز دانشگاه پیتسبرگ را در رتبه ۳۰ از فهرست ۱۰۰ دانشگاه نوآورانه جهان قرار داده است؛ این رتبه براساس معیارهایی مانند خروجی پژوهش و ثبت اختراعات است.
بنابر گزارش بنیاد ملی علوم، پیتسبرگ در رتبه نهم علم و مهندسی فدرال قرار دارد.

## نگارخانه

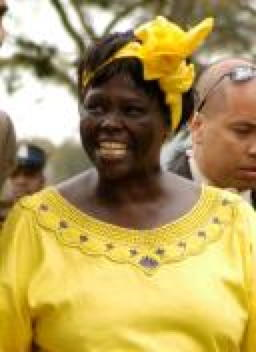
وانگاری ماآتای جایزه صلح نوبل ۲۰۰۴
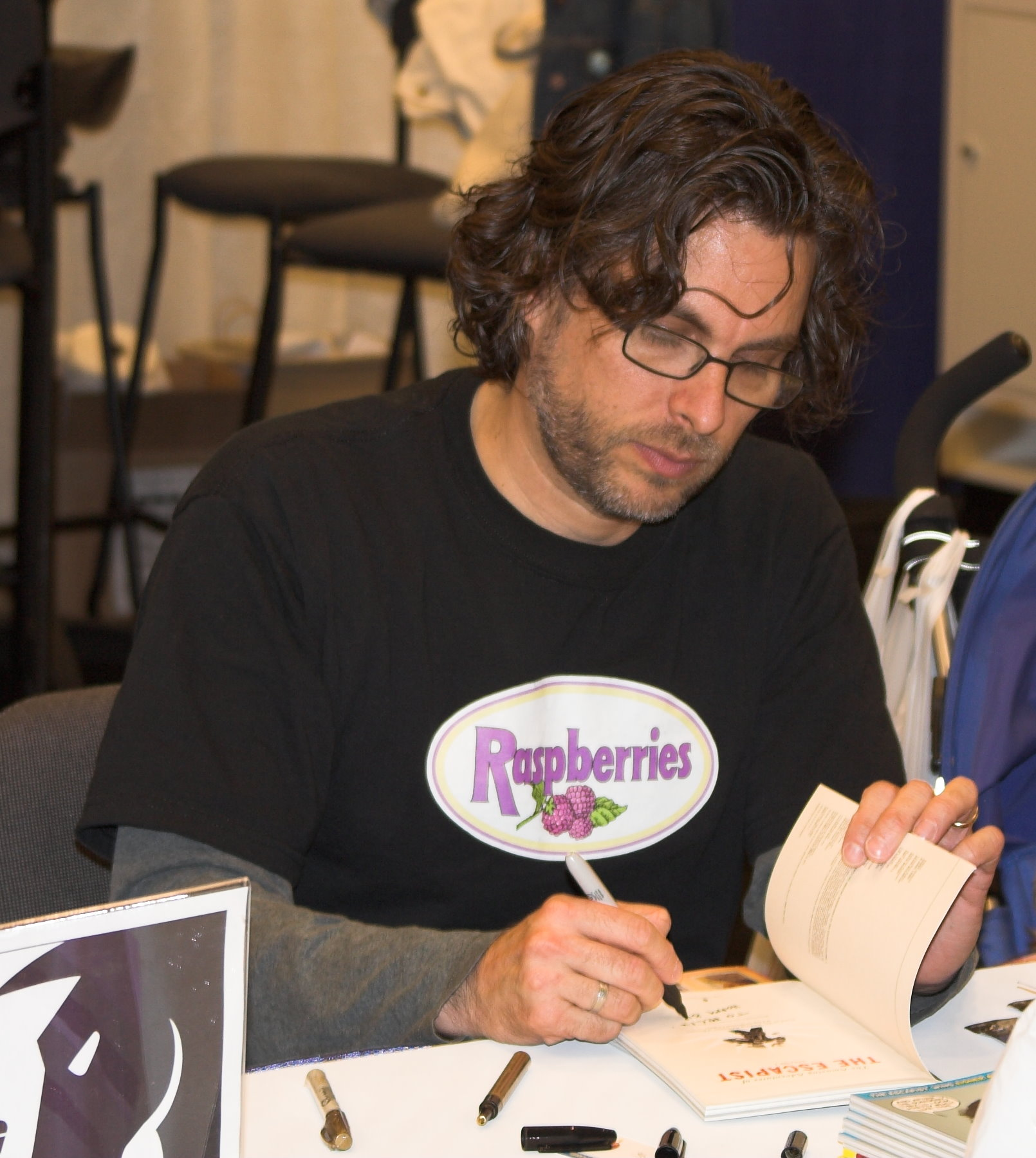
مایکل شیبن برنده جایزه پولیتزر ۲۰۰۱
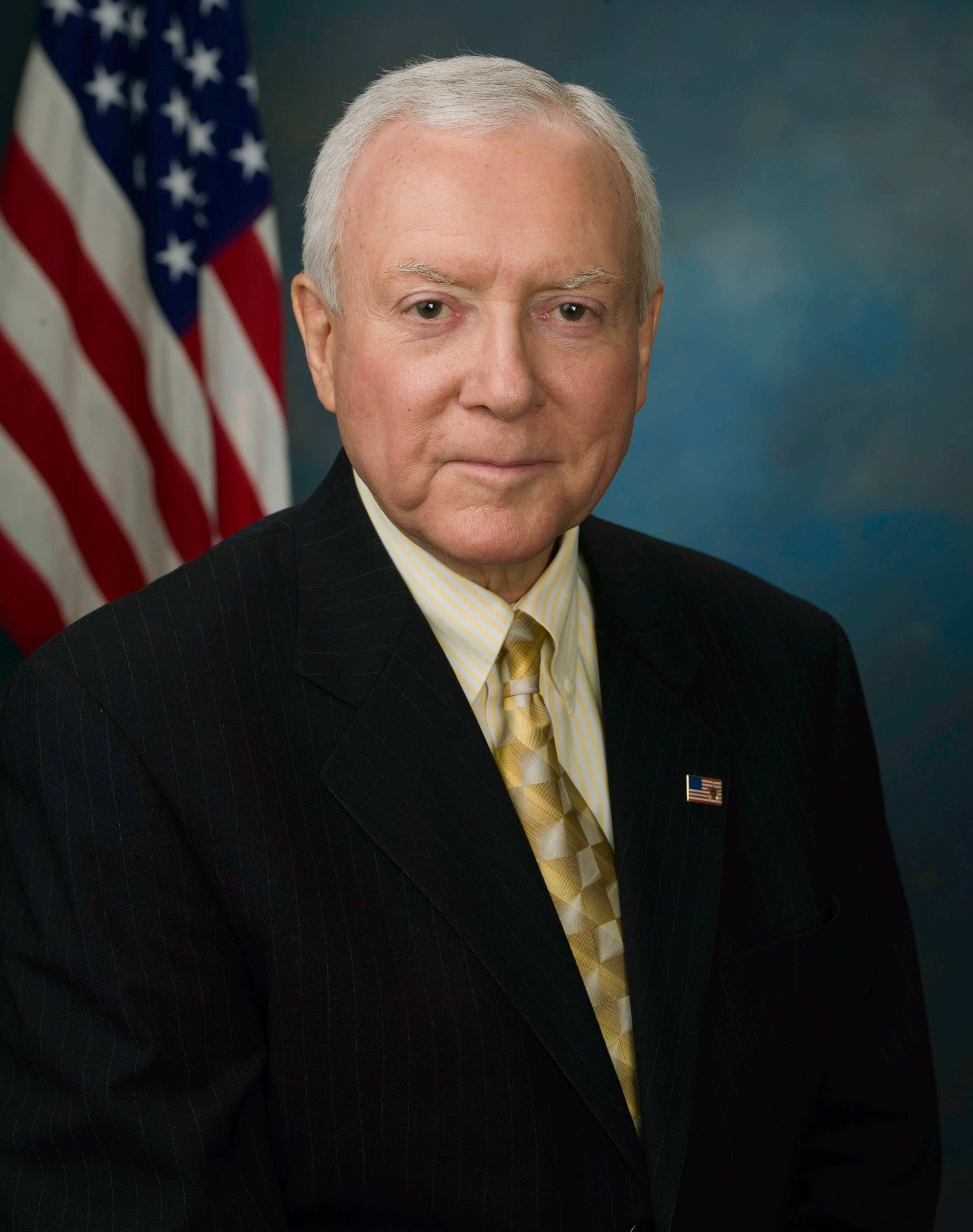
اورین هچ
مجلس سنای ایالات متحده آمریکا